# Areines
Areines ist eine französische Gemeinde mit 580 Einwohnern (Stand: 1. Januar 2022) im Département Loir-et-Cher in der Region Centre-Val de Loire; sie gehört zum Arrondissement Vendôme und zum Kanton Vendôme. Die Einwohner werden Areinesais genannt.

## Geographie
Areines liegt etwa zwei Kilometer östlich des Stadtzentrums von Vendôme am Loir sowie dessen Zufluss Houzée. Areines wird umgeben von den Nachbargemeinden Saint-Ouen im Norden und Nordwesten, Meslay im Norden und Nordosten, Coulommiers-la-Tour im Osten und Südosten sowie Vendôme im Süden und Westen.

## Bevölkerungsentwicklung
| Jahr                       | 1962 | 1968 | 1975 | 1982 | 1990 | 1999 | 2006 | 2018 |
| Einwohner                  | 230  | 289  | 379  | 530  | 555  | 532  | 605  | 605  |
| Quellen: Cassini und INSEE |      |      |      |      |      |      |      |      |

## Sehenswürdigkeiten
- Kirche Notre-Dame, Monument historique seit 1946
- Menhir von Huchigny, Monument historique
- Reste eines gallorömischen Theaters, Monument historique

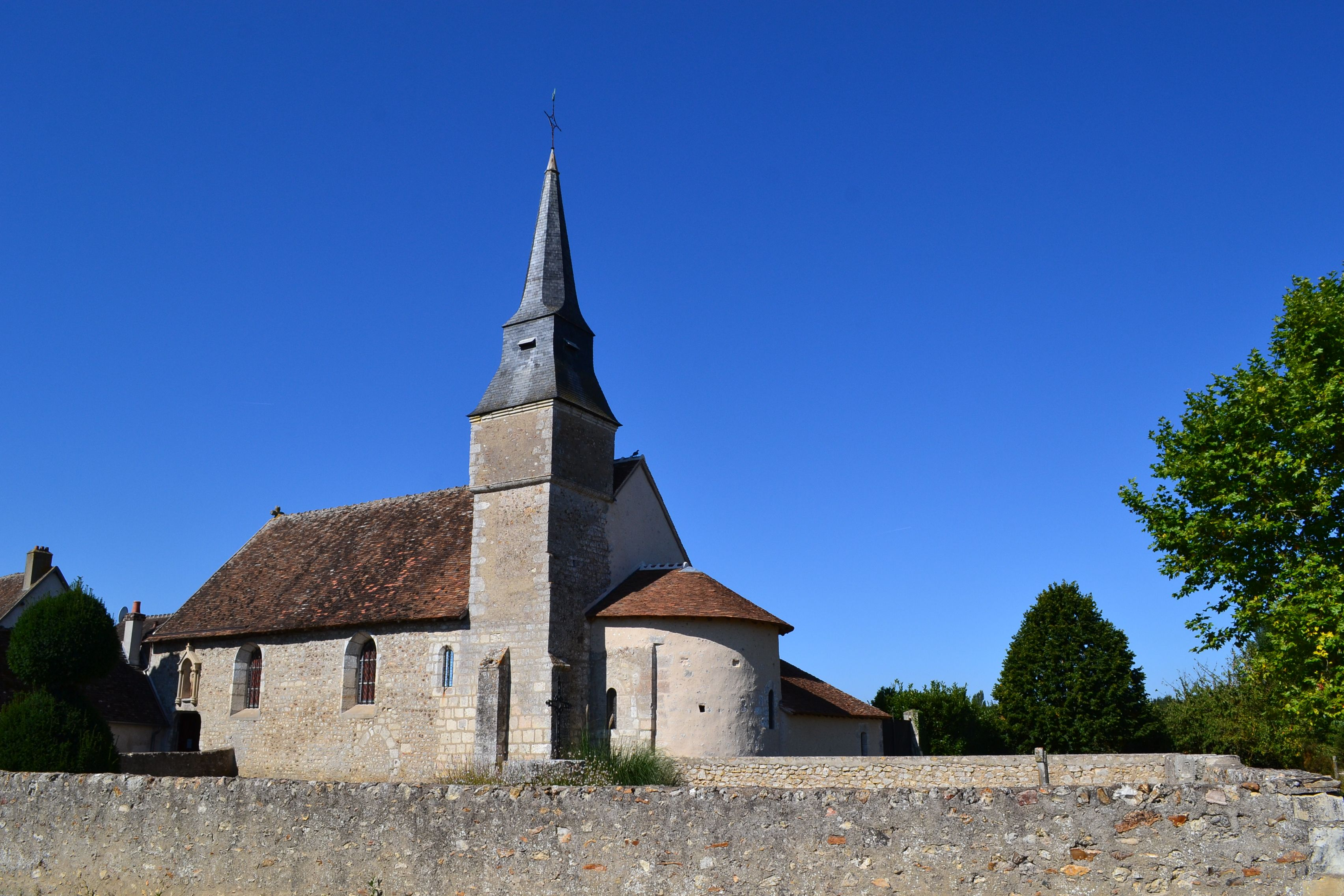
Kirche Notre-Dame